# Пирогов, Максим Андреевич (футболист)
Максим Андреевич Пирогов (укр. Максим Андрійович Пирогов; род. 30 декабря 1996, Троицкое, Одесская область) — украинский футболист, полузащитник клуба «Судува».

## Карьера

### Начало карьеры
Футболом начал заниматься в ДЮСШ посёлка Овидиополь, а также в одесской ДЮСШ-11. В 2015 году присоединился к клубу «Уманьферммаш», вместе с которым выступал в чемпионат Черкасской области. В феврале 2016 года перешёл в немецкий клуб «Херренгоссерштедт». Затем представлял такие литовские клубы как «Таурас» и «Пакруойис». В августе 2019 года стал игроком эмзеловского «Айнтрахта».

### «Динамо-Авто»
В начале 2020 года футболист присоединился к молдавскому клубу «Динамо-Авто». Дебютировал за клуб 3 июля 2020 года в матче против клуба «Флорешты», выйдя в стартовом составе и отличившись дебютным забитым голом. Футболист быстро закрепился в основной команде клуба, став одним из ключевых игроков. В августе 2020 года вместе с клубом отправился на квалификационный матч Лиги Европы УЕФА против латвийского клуба «Вентспилс», однако украинский футболист остался на скамейке запасных. В ответном матче 18 сентября 2020 года против клуба «Флорешты» футболист отличился дублем из результативных передач. В январе 2021 года футболист покинул молдавский клуб.

### «Кривбасс»
В марте 2021 года футболист присоединился к криворожскому «Кривбассу». Дебютировал за клуб 19 марта 2021 года в матче против черкасского «Днепра», выйдя в стартовом составе. Футболист быстро закрепился в основной команде клуба. По итогу сезона вместе с клубом стал серебряным призёром группы Б в рамках Второй Лиги, тем самым выйдя в украинскую Первую Лигу. Сам футболист смог отличился за клуб 2 результативными передачами.

#### Аренда в «Сфынтул Георге»
Летом 2021 года футболист готовился к новому сезону с украинским клубом. В сентябре 2021 года футболист на правах арендного соглашения присоединился к молдавскому клубу «Сфынтул Георге». Дебютировал за клуб 17 сентября 2021 года в матче против клуба «Бэлць», выйдя на замену на 67 минуте. Сыграл за клуб в 7 матчах во всех турнирах, результативными действиями не отличившись и в декабре 2021 года по окончании срока действия арендного соглашения покинул молдавский клуб. В феврале 2022 года футболист покинул «Кривбасс».

### «Джюгас»
В конце февраля 2022 года футболист перешёл в литовский клуб «Джюгас». Дебютировал за клуб 20 марта 2022 года в матче против клуба «Паневежис», выйдя на поле в стартовом составе. Футболист вскоре смог закрепиться в основной команде литовского клуба. Первым результативным действием за клуб отличился 26 июня 2022 года в матче против клуба «Ионава», отдав голевую передачу. По итогу сезона вместе с клубом занял предпоследнее место в турнирной таблице и отправился в стыковые матчи за сохранение прописки в чемпионате. В первом матче 27 ноября 2022 года против клуба «Няптунас» отличился результативной передачей. В ответном стыковом матче 30 ноября 2022 года футболист вместе с клубом также оказался сильнее и остался в сильнейшем литовском дивизионе. Сам футболист за сезон отличился 5 результативными передачами.

### «Судува»
В январе 2023 года футболист тренировался с литовским клубом «Судува», с которым вскоре заключил контракт до конца сезона. Дебютировал за клуб 4 марта 2023 года в матче против клуба «Кауно Жальгирис», выйдя в стартовом составе и отличившись своим дебютным забитым голом. Футболист на протяжении сезона был в клубе ключевым игроком, за который отличился забитым голом и результативной передачей. По итогу сезона вместе с клубом завершил чемпионат на итоговом седьмом месте.
Новый сезон за клуб футболист начал 1 марта 2024 года в матче против клуба «Шяуляй», выйдя на поле в стартовом составе.